# 토마토개구리
토마토개구리(tomato frog)는 맹꽁이과 토마토개구리속에 딸린 양서류다.
암컷이 신장 10.5 센티미터에 체중 230 그램, 수컷이 신장 6.5 센티미터에 체중 41그램으로 암컷이 훨씬 크다. 토마토개구리라는 이름 그대로 토마토같은 밝은 주홍색을 띠고 있는데, 수컷의 색깔이 더 밝다. 복면은 희다. 일부 개체는 목에 검은 반점이 있다. 이 밝은 색깔은 포식자에게 독이 있음을 경고하는 기능으로 생각된다. 피부에서 분비되는 흰 점액은 끈적거리며, 사람에게 알레르기 반응을 일으킨다.